# Claudia Black
Claudia Lee Black (Sídney; 11 de octubre de 1972) es una actriz australiana, principalmente conocida por su interpretación de la oficial Aeryn Sun en la serie televisiva de ciencia ficción Farscape y Vala Mal Doran en la serie de ciencia ficción Stargate SG-1.

## Biografía
Black nació y creció en el seno de una familia judía en Sidney, Nueva Gales del Sur. Estudió en la Kambala Girls School  de Sídney. Ha vivido en Australia, Nueva Zelanda, España, Reino Unido, Canadá y Estados Unidos. Sus padres, Jules y Judy Black, son académicos de medicina afincados en Australia.
Para poder grabar la miniserie «Farscape: The Peacekeeper Wars», Claudia Black pospuso su luna de miel en 2004 con su esposo Jamie. Dio a luz a un niño llamado Odin en diciembre de 2005. Su segundo hijo, Viggo, nació en 2007. Aparece embarazada en la historia que comienza con el episodio "Crusade" en Stargate SG-1. Black mostró su talento cantando y tocando la guitarra en las convenciones de Farscape.

## Trayectoria
Black ha actuado en Australia y Nueva Zelanda en televisión y cine. Interpretó a una mujer transgénero llamada Jill Mayhew en la serie de televisión australiana Good Guys, Bad Guys. Tuvo un papel principal en la telenovela neozelandesa City Life interpretando el papel de la abogada griega Angela Kostapas.
Black obtuvo el reconocimiento internacional por su papel en Farscape, apareció en las películas Queen of the Damned y Pitch Black, y  también en el papel de Vala Mal Doran en la serie Stargate SG-1 en un episodio de la octava temporada ("Prometheus Unbound") su actuación fue bien recibida y se le invitó a repetir su papel en nueve episodios de la novena temporada.
Black regresó a la serie como miembro regular del reparto en la décima y última temporada, y también protagonizó Stargate: El Arca de la Verdad y Stargate: Continuum, películas que cerraban las líneas argumentales de la serie. Coprotagonizó ambas series con Ben Browder.
En la serie de televisión de la NBC Life (2007), Black fue elegida para el papel secundario de Jennifer Conover en el piloto inicial. Debido al segundo embarazo de Black, el papel fue refundido y se le dio a la actriz Jennifer Siebel cuando la serie fue comprada por la cadena de televisión. La NBC siguió utilizando imágenes de Black, y ninguna de Siebel, al promocionar el debut de la serie de televisión.

## Premios y reconocimientos
Black fue nominada como «Mejor Actriz» en los Premios Saturn en 2001 y 2002, por su papel en Farscape.
- 2004 - Premio Saturno , Mejor Actriz, Farscape: The Peacekeeper Wars.
- 2007 - The Constellation Awards, Mejor interpretación femenina en un episodio televisivo de ciencia ficción de 2006: Stargate SG-1: " Memento Mori "
- 2009 - The Constellation Awards, Mejor interpretación femenina en una película de ciencia ficción, telefilm o miniserie de 2008: Stargate: Continuum

## Trabajos realizados

### Películas
- 2010 "Rain From Stars"
- 2008 "Stargate: Continuum"
- 2008 "Stargate: The Ark of Truth"
- 2005: One: A different kind of warrior. Papel protagonista
- 2005: Naked in London. Solo el tráiler promocional
- 2002: Queen of the Damned. Personaje: Pandora
- 2000: Pitch Black. Personaje: Sharon Montgomery (Shazza)

### Series de televisión
- 2021: The Nevers. Personaje: Zephyr Alexis Navine alias Stripe. Episodio: True.
- 2016: Containment. Personaje: Dra. Sabine Lommers. Elenco principal.
- 2015: The Originals. Personaje: Dahlia. Elenco recurrente
- 2014: Rick and MortyLíder Feminista Alienígena.
- 2011: 90210. Personaje: Guru Sona.
- 2007: The Dresden Files. Personaje: Liz Fontaine Capítulo 9: The Other Dick
- 2004–2007: Stargate SG-1. Personaje: Vala Mal Doran
2004 Farscape: The Peacekeeper Wars. Personaje: Aeryn Sun
- 2001: BeastMaster. Personaje: Huna
- 2000: Xena: Warrior Princess. Personaje: Amazona # 2. Episodio: Lifeblood
- 1999–2003: Farscape. Personaje: Aeryn Sun
- 1999: A Twist in the Tale. Personaje: Morgana. Episodio: Obsession in August
- 1999: Kôtetsu tenshi Kurumi. Personaje:Steel Angel Mikdail(Voz, versión inglesa)
- 1998: Good Guys, Bad Guys. Personaje: Jill Mayhew. Episodio: Naughty Bits
- 1997–1998: Hercules: The Legendary Journeys. Personaje: Cassandra Episodios: Hercules on Trial y Atlantis
- 1997: Water Rats. Personaje: Beth Williams. Episodio: All at Sea
- 1997: Amazon High. Personaje: Karina
- 1996: City Life. Personaje: Angela Kostapas.
- 1993–1994: A Country Practice. Personaje: Claire Bonacci. Episodios: Burning Bright, partes 1 y 2
- 1993: Police Rescue. Personaje: Julia. Episodio: Double Illusion
- 1993: G.P. Personaje: Joanna. Episodioe: A Thousand Flowers, part 1
- 1993: Seven Deadly Sins (miniserie)

### Videojuegos
- 2002: Farscape: The Game. Personaje: Aeryn Sun (voz)
- 2003: Lords of Everquest. Personaje: Lady Briana (voz)
- 2005: God of War. Personaje: Artemis (voz)
- 2005: Neopets: The Darkest Faerie. Personaje: Fauna (voz)
- 2009: Dragon Age: Origins. Personaje: Morrigan (voz)
- 2009: Uncharted 2: Among Thieves . Personaje: Chloe Frazer (voz)
- 2010: Mass Effect 2. Personaje: Almirante Xen (voz)
- 2011: Uncharted 3: La traición de Drake. Personaje: Chloe Frazer (voz)
- 2011: Gears of War 3. Personaje: Sam Byrne (voz)
- 2012: Diablo III. Personaje: Cydaea, Mistress of Pain (voz)
- 2014: Dragon Age: Inquisition. Personaje: Morrigan (voz)
- 2017: Uncharted: The Lost Legacy. Personaje: Chloe Frazer (voz)
- 2017: Destiny 2. Personaje: Tess Everis (voz)
- 2018: Killing Floor 2. Personaje: Mrs. Foster (voz)

## Premios
- 2007 - The Constellation Awards, Mejor actuación femenina en un episodio de televisión de ciencia ficción: Stargate SG-1: Memento Mori